# Otto Robert Frisch
Otto Robert Frisch (n. 1 octombrie 1904, Viena, Austro-Ungaria – d. 22 septembrie 1979, Cambridge, Anglia, Regatul Unit) a fost un fizician austriac cu contribuții remarcabile la fizica nucleară. Alături de Lise Meitner, el a avansat prima explicație teoretică a fisiunii nucleare (și a propus termenul) și a fost cel care a pus în evidență experimental produșii secundari de fisiune.  Alături de colaboratorul său Rudolf Peierls, a propus în 1940 primul mecanism teoretic asupra detonării unei bombe atomice.

## Vezi și
- Listă de fizicieni austrieci